# Веста ИМ-01

Манипулятор «Веста ИМ-01»

Веста ИМ-01 — ручной игровой манипулятор типа джойстик, предназначенный для использования с бытовыми персональными компьютерами ПК8000 «Веста», «Сура», Радио 86РК, Веста ИК-30 и другими, а также в качестве пульта управления различными электромеханическими игрушками. Производился в конце 1980-х — начале 1990-х годов Ставропольским заводом «Сигнал».
Внешне манипулятор похож на контроллер игровой консоли Atari 7800.
Манипулятор имеет ручку направлений и две кнопки на боковой части корпуса. Все кнопки свободно разомкнутые, интерфейс простой параллельный (свой провод для каждой кнопки). Существовали варианты манипулятора с разъёмами РП16-9Ш (9-контактный) и ОНЦ-ВГ-II-5/16/-В (5-контактный).